# ألين جاي غيرينوغ
ألين جاي غيرينوغ (بالإنجليزية: Allen J. Greenough)‏ هو شخصية أعمال أمريكي، ولد في 20 سبتمبر 1905 في سان فرانسيسكو في الولايات المتحدة، وتوفي في 1974 في St. Luke's-Roosevelt Hospital Center ‏ في الولايات المتحدة.